# Turboélice
Turboélice, turbo-hélice ou turbopropulsor é um motor a reação equipado com transmissão que faz girar as hélices de um avião. As aeronaves movidas com essa tecnologia também são chamadas de turboélices.

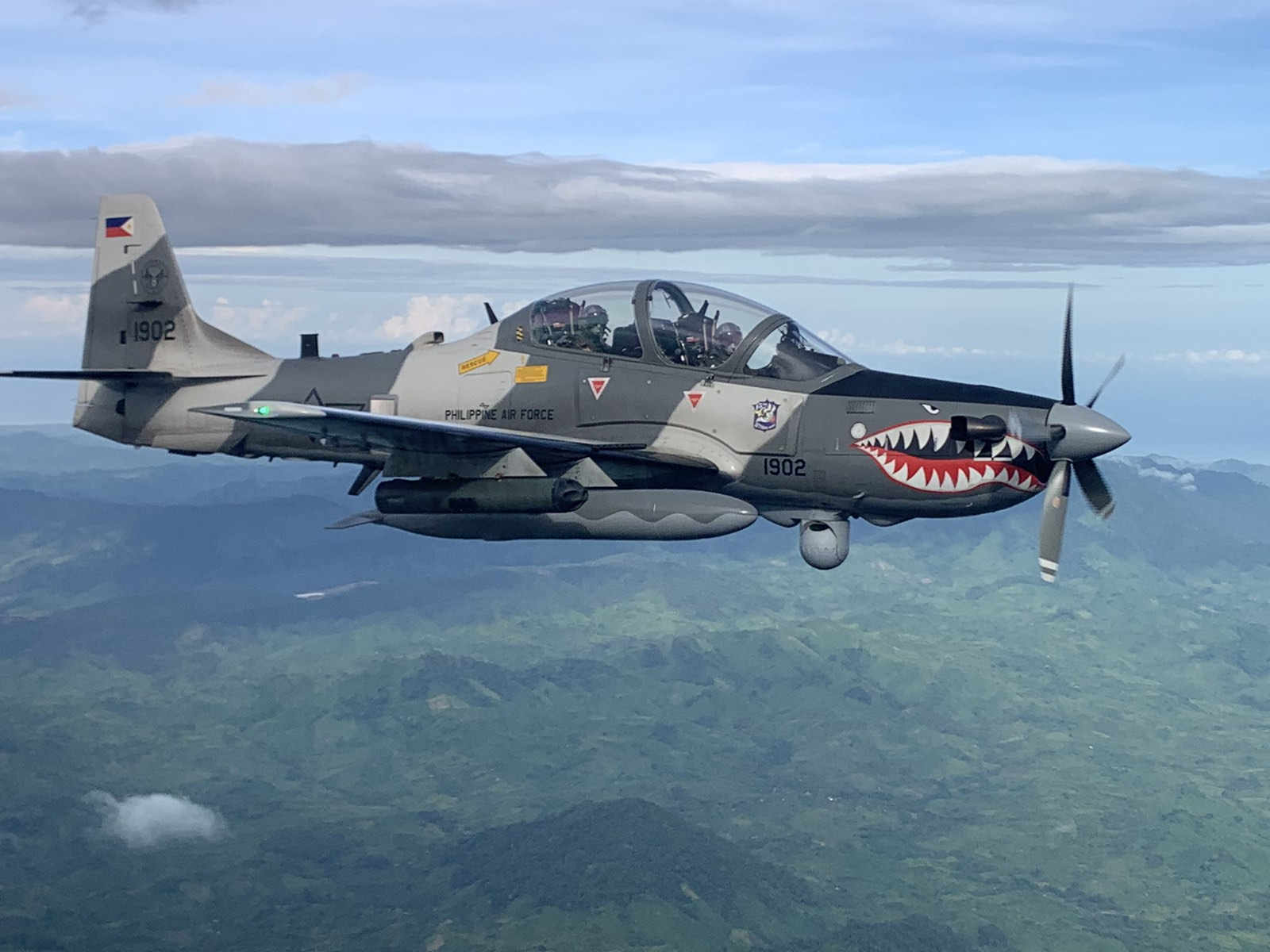
Embraer Super Tucano, avião de caça equipado com motor turboélice

Trata-se de um motor de reação mista, pois é basicamente um motor a jato acionando uma hélice. Entre o eixo da turbina e a hélice há um redutor de velocidade. A força propulsiva deste motor é produzida 90% pela hélice e 10% pelos gases de escapamento. 
Normalmente é menor e mais leve que um motor a jato de tração equivalente, mais simples e possui menos partes móveis, fornece maior tração que o jato puro em baixas velocidades, com menor consumo de combustível.
Nas decolagens acentua sua eficiência em virtude da hélice movimentar uma grande massa de ar e nos pousos propicia maior força de frenagem, pelo maior arrasto oferecido pelo disco da hélice em passo mínimo ou reverso.
Como desvantagem são mais lentos e voam mais baixo, o que pode tornar o voo turbulento se as condições meteorológicas não colaborarem. Tendem a ser, para o passageiro, mais barulhentos, devido aos ruídos provocados pelas pás das hélices.

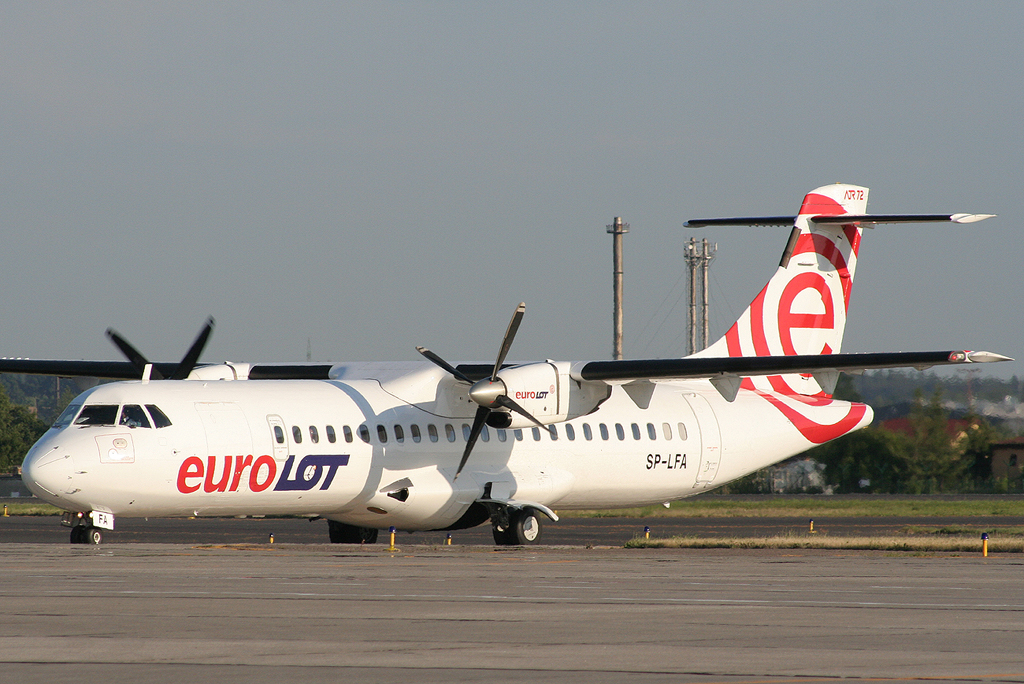
ATR 72, exemplo de aeronave com motor turboélice.

Alguns tipos são de turbina livre, com uma turbina para acionar a hélice e outra, independente, para acionar o compressor. Um exemplo é o turboélice de fluxo reverso, um motor compacto que tem seu funcionamento diferente. O ar é captado pela parte traseira do motor e a saída dos gases de escapamento é feita na parte dianteira. Essa tecnologia é encontrada no PT6, que equipa o Bandeirante.
Os turboélices são mais utilizados em aeronaves de pequeno e médio porte, geralmente mais eficientes em velocidades inferiores a 750 km/h (390 nós), como também em aeronaves para pistas curtas (STOL) e em rotas regionais de pequenas distâncias, onde a diferença do tempo de voo comparado a um avião a jato se torna baixa, consumindo aproximadamente 2/3 do combustível de avião a jato.